# Hürtgenwald (gemeente)
Hürtgenwald is een gemeente in de Duitse deelstaat Noordrijn-Westfalen, gelegen in de Kreis Düren. Hürtgenwald telt 8.675 inwoners (31 december 2020) op een oppervlakte van 88,04 km².

## Plaatsen in de gemeente Hürtgenwald
De gemeente bestaat uit de volgende kernen:
- In het noorden:
  - Gey
  - Horm, ten oosten van Gey, met industrieterrein
  - Straß, direct ten zuidwesten van Horm
  - Schafberg, direct ten zuidwesten van Straß
- Centraal:
  - Großhau, ten zuidwesten van Gey en ten noorden van Kleinhau
  - Kleinhau (waar het gemeentehuis staat)
- Vanuit Kleinhau in zuidwestelijke richting:
  - Hürtgen
  - Raffelsbrand ten westen van Vossenack
  - Vossenack
  - Simonskall ten zuiden van Vossenack
- Vanuit Kleinhau in zuidoostelijke richting:
  - Brandenberg
  - Bergstein
  - Zerkall, ten oosten van Bergstein

## Bevolkingscijfers
De gemeente Hürtgenwald houdt zelf, doorgaans maandelijks, bevolkingsstatistieken op haar website bij. De onderstaande cijfers (exclusief tweede-woningbezitters) per 31 maart 2021 zijn hieraan ontleend:
- Berg 919
- Brandenberg 615
- Gey 1.771
- Großhau 503
- Horm 235
- Hürtgen 752
- Kleinhau 610
- Raffelsbrand 154
- Schafberg 89
- Simonskall 32
- Straß 677
- Vossenack 2.233
- Zerkall 131
- Overigen[3] 12

Totaal: 8.733  personen.
Tweede-woningbezitters: 242
Totaal generaal: 8.975.
Van deze 8.975 personen stonden er in de kerkelijke statistiek 5.610 als rooms-katholiek, 869 als evangelisch-luthers en 2.496 als overigen vermeld.

## Geografie, infrastructuur
De gemeente ligt in het Hürtgenwald, dat in het oosten van het Eifelgebergte ligt. Door de gemeente stromen vele kleine beken, waarvan de Kall, een zijbeek van de Rur de belangrijkste is.

### Buurgemeentes

#### In deKreis Düren
- Düren
- Kreuzau
- Langerwehe, dat circa 7 km ten oosten van de grotere stad Eschweiler ligt.
- Nideggen

#### In deStadsregio Aken
- Simmerath
- Stolberg

### Wegverkeer
De belangrijkste verkeersweg in de gemeente is  de van noordoost naar zuidwest lopende Bundesstraße 399 Düren- Gey - Großhau - Kleinhau - Hürtgen - Vossenack - Simonskall -Simmerath. Vanuit Simmerath kan men o.a.  via Monschau naar de Belgische grens, en de andere kant uit naar Roetgen en Aken rijden.
Te Kleinhau takt van de B 399 een belangrijke zijweg af, die via Brandenberg - Bergstein - Zerkall - naar Nideggen en Vettweiß loopt. 
Om Hürtgenwald vanaf een autosnelweg te bereiken, kan men het beste vanaf de Autobahn A4 afrit 7 naar Düren nemen, de B 56 naar het centrum van die stad, en van daar de B 399 volgen.

### Openbaar vervoer
Dit is beperkt tot een streekbusdienst van en naar Düren, die de B 399 volgt. Deze bus rijdt op werkdagen tot circa 20.00 uur, op zaterdag circa 5 keer per dag en op zon- en feestdagen slechts sporadisch. Station Düren is het dichtstbijzijnde grote spoorwegstation.

## Geschiedenis
In de klassieke oudheid hebben in dit dunbevolkte bosgebied kleine aantallen Eburonen, later Romeinen en vanaf de 5e eeuw Franken geleefd. De Burgberg tussen Bergstein en Zerkall dankt zijn naam aan een in 1098 onder de naam Berenstein in opdracht van onbekende heersers gebouwd,  in opdracht van keizer Frederik I Barbarossa in de 12e eeuw herbouwd, en 20 jaar later op last van het Keurvorstendom Keulen verwoest kasteel. Op de berg bevindt zich, daar waar tot aan de Tweede Wereldoorlog nog ruïnes van dit kasteel stonden, een uitzichttoren.
Reeds in de oudheid, maar vooral van de late 16e tot en met  de vroege 19e eeuw, was er sprake van winning van pyriet en leisteen in de heuvels van de Eifel. Ook werden metalen, waaronder ijzererts en lood gedolven. Ter plaatse waren veel smeden, die hun vuren stookten met houtskool, dat uit de omliggende bossen kwam. Ten behoeve van deze vroege nijverheid en industrie, met name in de 17e eeuw, was er sprake van roofbouw op de oorspronkelijk met gemengd bos bedekte heuvels. Het gevolg was, dat veel bossen in de 18e eeuw braak kwamen te liggen. Pas onder de regering van het Koninkrijk Pruisen, na de val van Napoleon Bonaparte in 1815, volgde herbebossing door aanplant van grote aantallen sparren, wat tot gevolg had, dat de spar in de volksmond lange tijd "Prößeboom" (Pruisenboom) werd genoemd.
Van 1919 tot 1921 was te Simonskall de progressieve kunstenaarsgroep Kalltalgemeinschaft actief.
Van september tot december 1944, aan het eind van de Tweede Wereldoorlog, werd hier de Slag om het Hürtgenwald uitgevochten, die in eerste instantie door de geallieerden werd verloren. Door de gevechtshandelingen werden veel dorpen in de gemeente verwoest. Er sneuvelden niet alleen duizenden militairen, ook onder de burgerbevolking was het aantal slachtoffers hoog. Het Hürtgenwald zelf is op een aantal plekken nog steeds gevaarlijk terrein vanwege de aanwezigheid van niet-ontplofte munitie uit die slag.
In 1969 vond een gemeentelijke herindeling plaats. Daarbij werden 11 tot dan toe als onafhankelijke gemeente opererende dorpen tot de gemeente Hürtgenwald samengevoegd. Vanwege de tragische gebeurtenissen in 1944-'45 was Hürtgenwald in 1969 nog een "beladen" begrip, en deze naam werd pas na veel discussie aan de nieuwe gemeente toegekend. Twee andere dorpen zijn in 1972  bij een volgende gemeentelijke herindeling van Monschau naar Hürtgenwald overgeheveld.
Zie ook de artikelen over de afzonderlijke dorpen.

## Economie
Verreweg de belangrijkste bron van inkomsten in de gemeente, en de enige van meer dan lokaal belang,  is het toerisme.

## Bezienswaardigheden
Zie ook de artikelen over de afzonderlijke dorpen.
De gemeente ligt in het Eifel-gebergte, en wel in het Hürtgenwald. Op tal van plekken in de gemeente kan men bij goed weer van fraaie uitzichten genieten. Een groot stuwmeer direct ten westen van de gemeente  is dat achter de stuwdam de Wehebachtalsperre in het Hürtgenwald. Dam en stuwmeer dienen de waterregulatie, de drinkwater- en elektriciteitsvoorziening. Het gebied is niet toegankelijk voor andere vormen van toerisme dan wandelen en fietsen op de bij het stuwmeer lopende paden.
In de gemeente zijn talrijke fiets- en vooral wandelroutes uitgezet, waarvan enkele met een speciaal thema: de Ardbinna-route in het noorden, met veel historische informatie, en een educatief wandelpad bij Raffelsbrand met de geologie als thema. 
In Vossenack staat het Museum Hürtgenwald 1944 und im Frieden. Het behandelt de geschiedenis van het dorp, het bos Hürtgenwald en de streek, maar vooral de Slag om het Hürtgenwald, zowel vanuit Duits als vanuit geallieerd oogpunt bezien, en gaat in op naoorlogse ontwikkelingen in de streek. 
Oorlogskerkhoven bevinden zich bij Hürtgen en Vossenack.

## Afbeeldingen

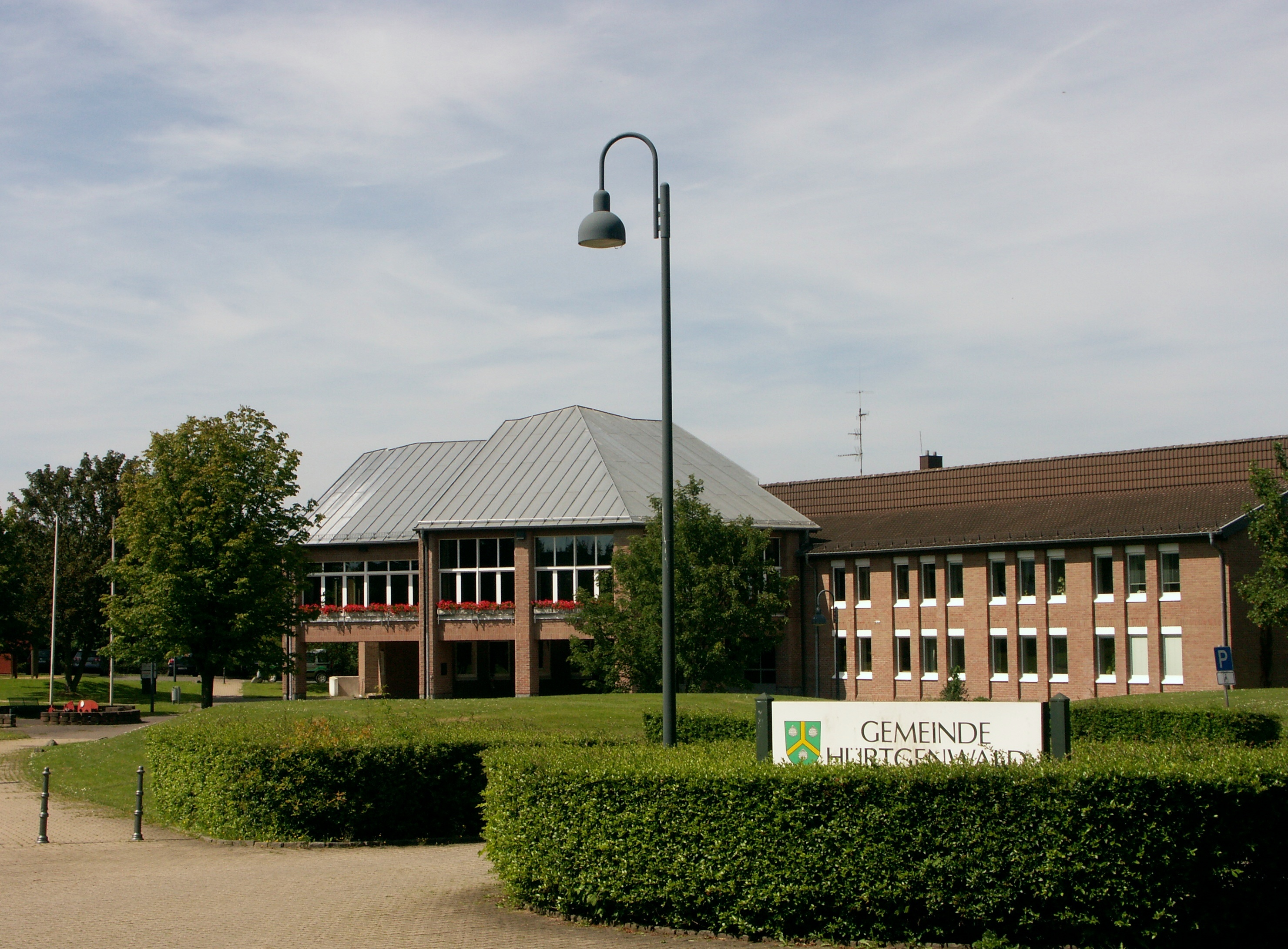
Gemeentehuis
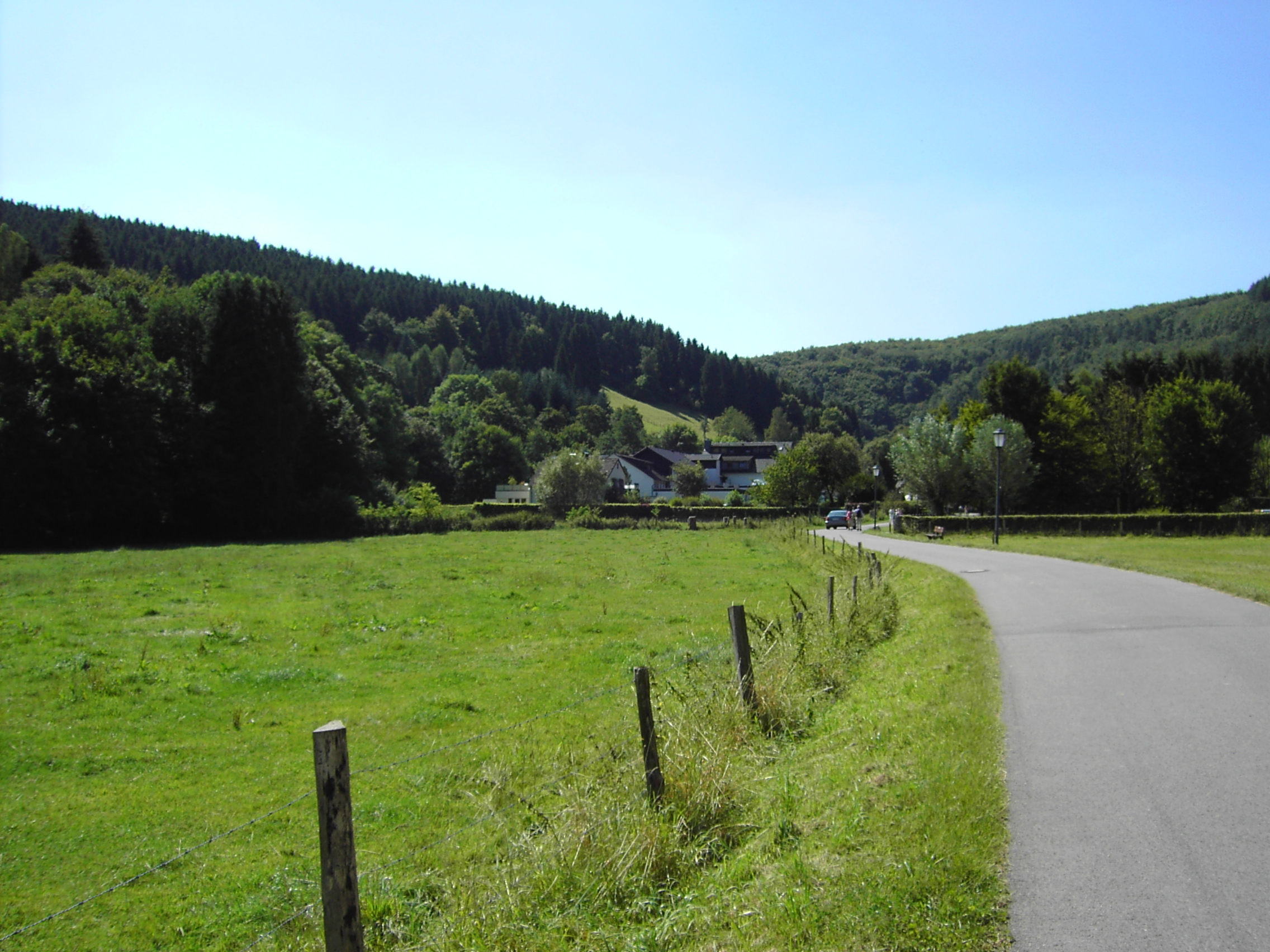
Gezicht op Simonskall
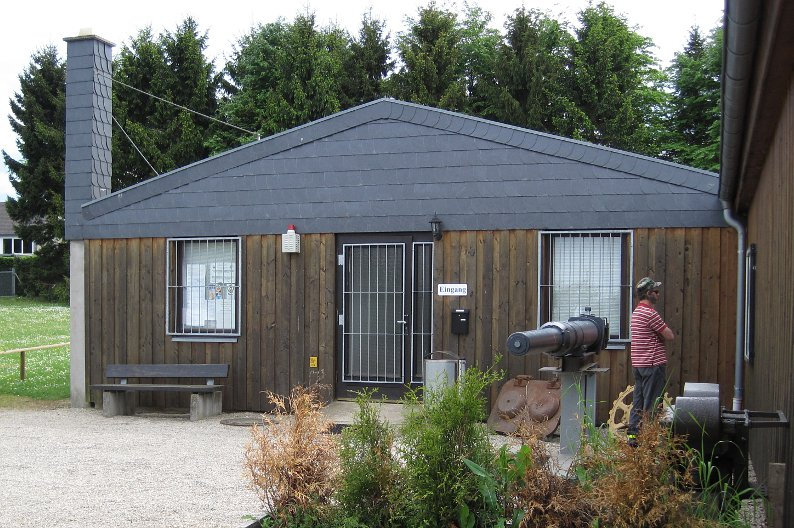
Museum Hürtgenwald te Vossenack
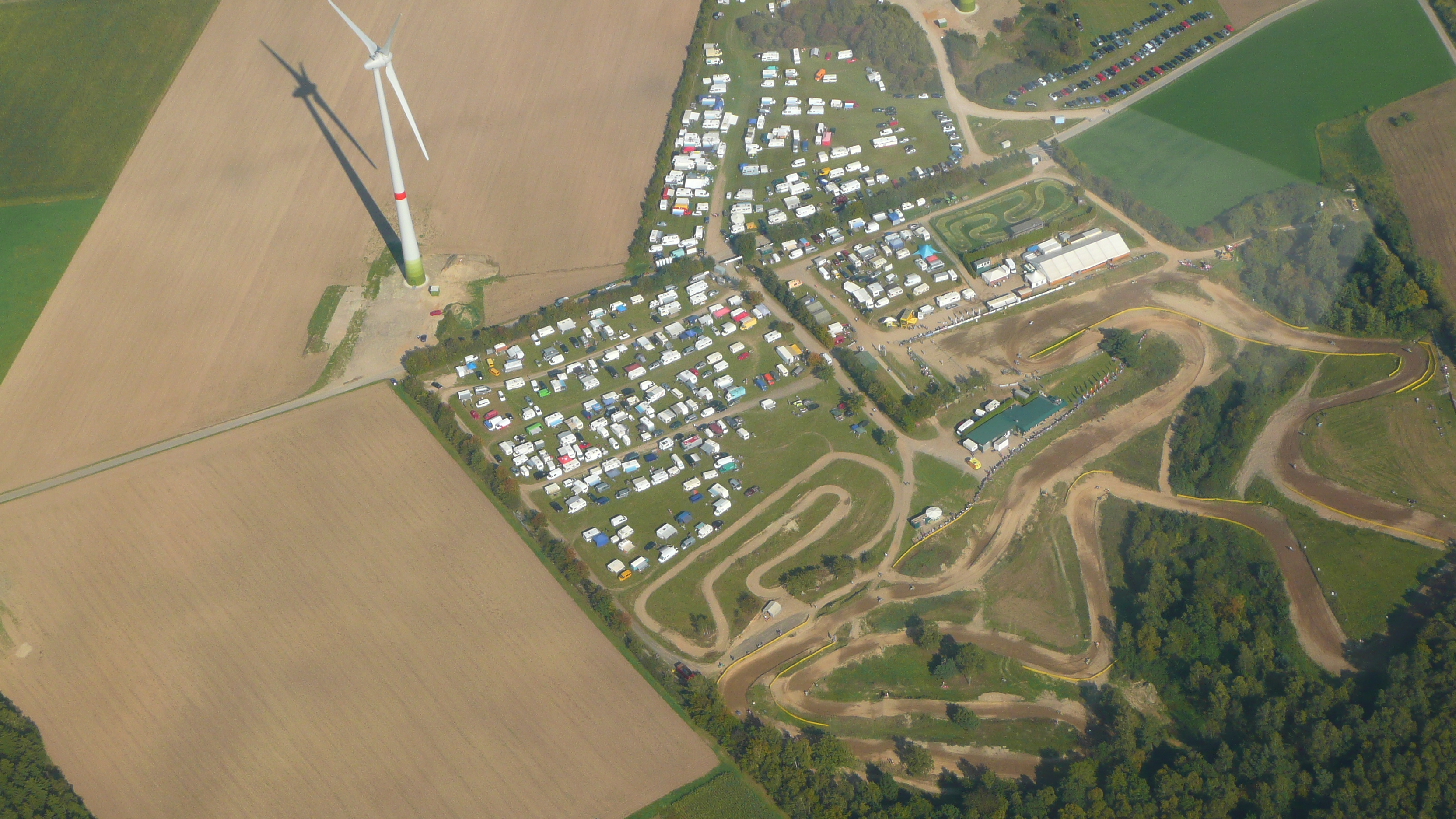
Motorcrosscircuit bij Kleinhau
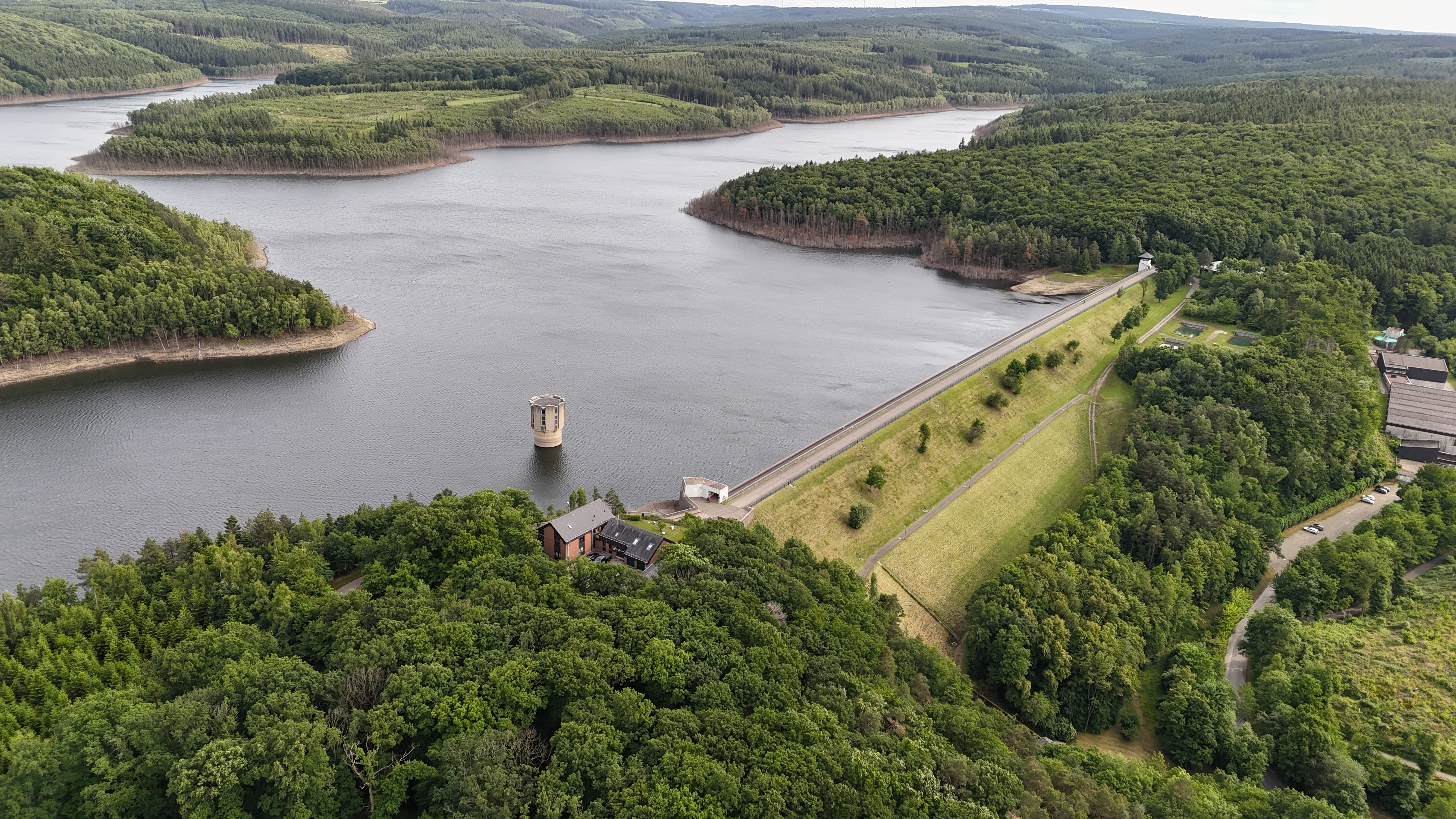
Wehebachtalsperre (1)
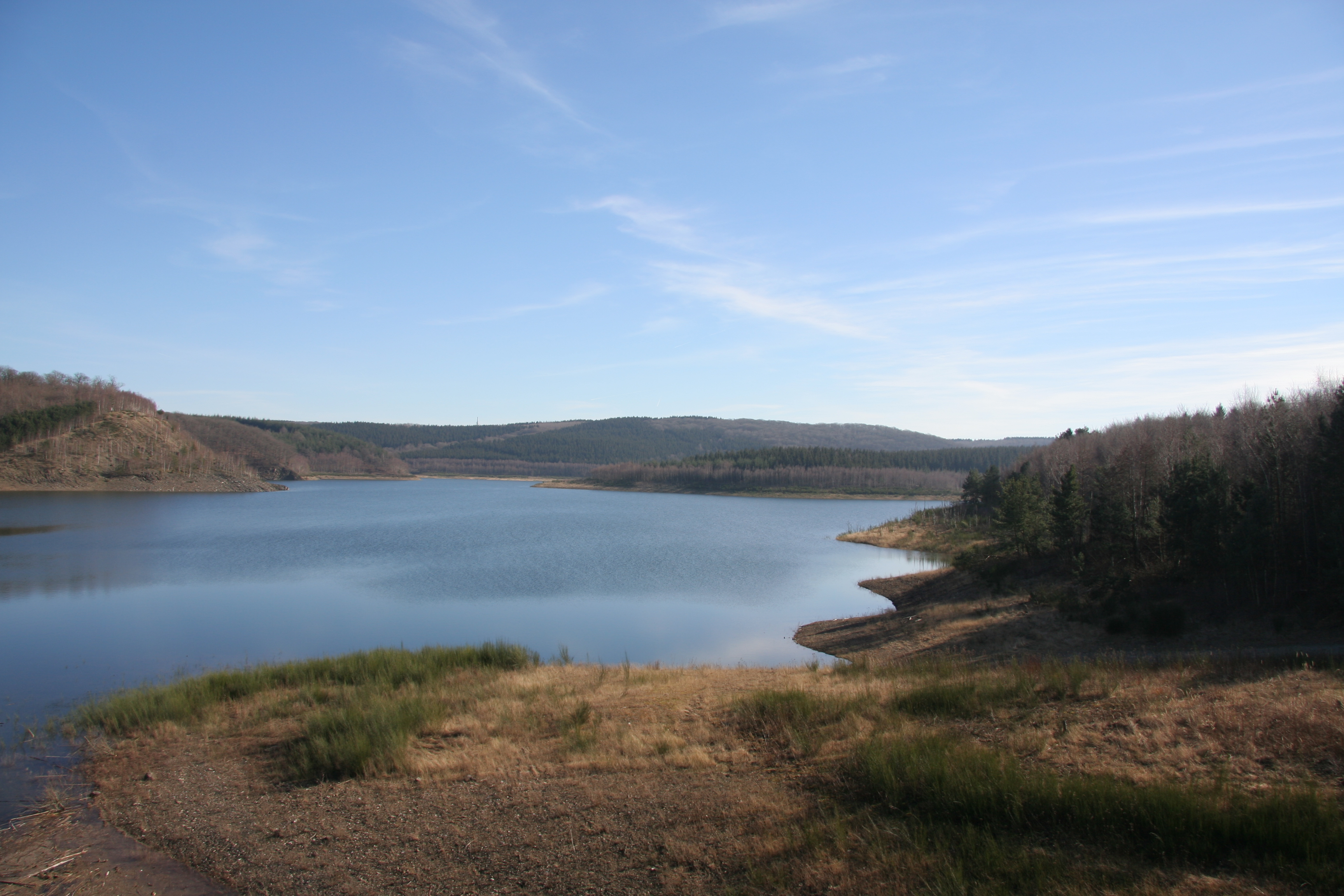
Wehebachtalsperre (2)
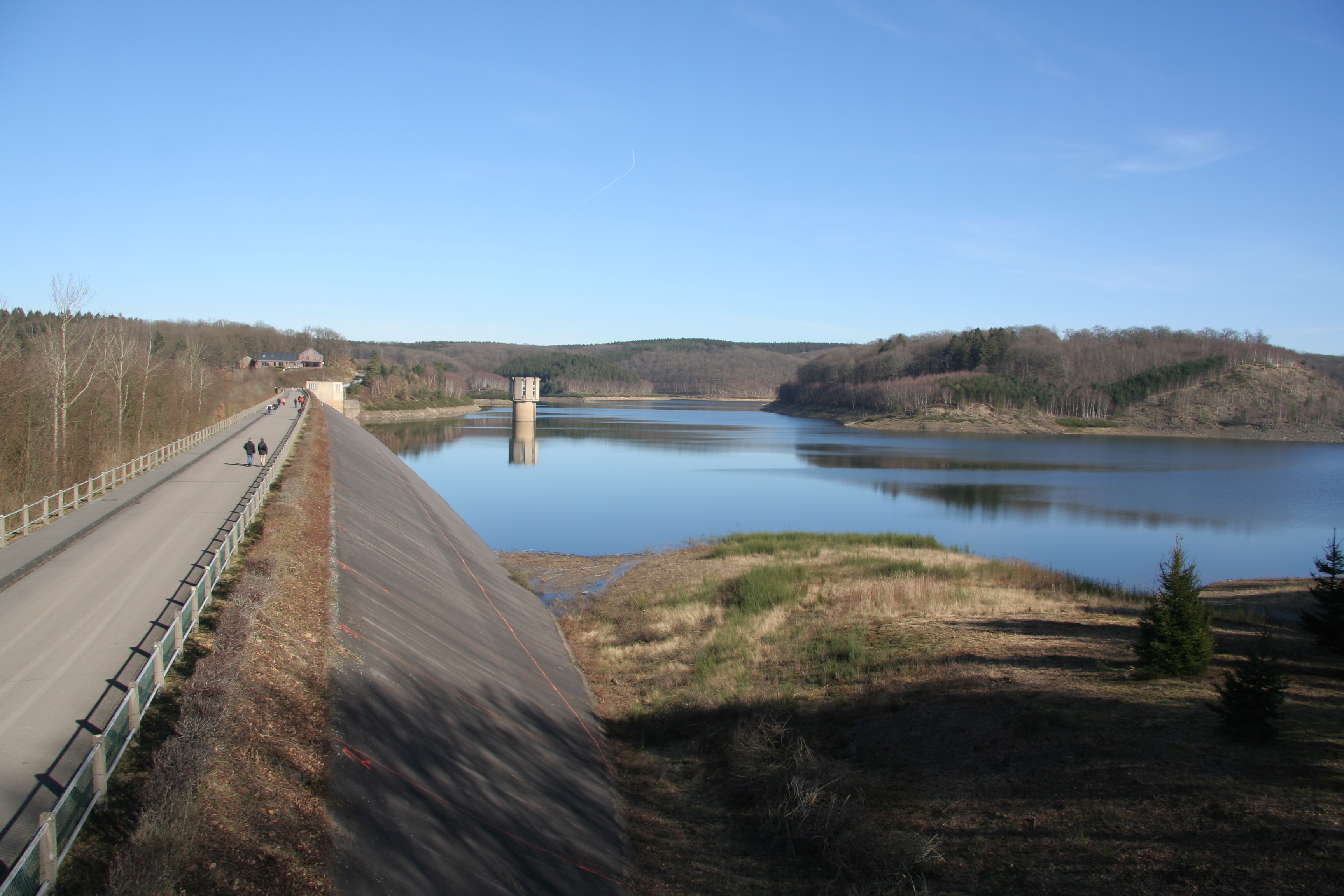
Wehebachtalsperre (stuwdam)